# Соседи (телесериал, 1987)
Соседи (венг. Szomszédok) ― венгерский телесериал, который транслировался с 7 мая 1987 года по 31 декабря 1999 года. Во время съёмок сериала было задействовано более 2000 актёров. В сериале 331 серия.
Сериал считался очень популярным в Венгрии, по состоянию на 1998 год его ежемесячно смотрел почти 1 миллион зрителей. Однако в конце десятилетия он начал терять свою популярность и впоследствии перестал выпускаться.

## Сюжет

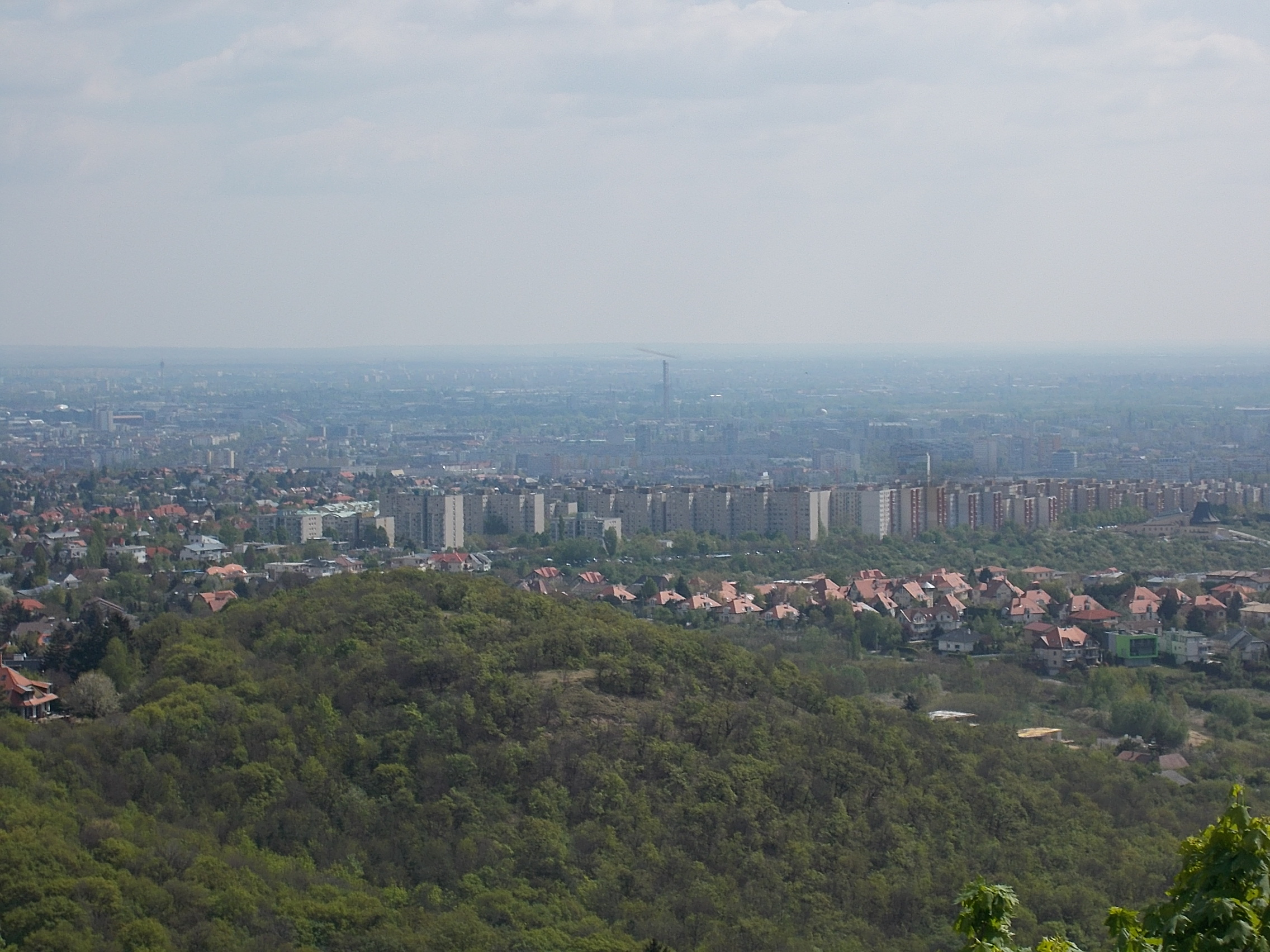
Район Газдагрет

Сюжет зациклен на повседневной жизни трёх семей, которые переезжают в недавно построенный жилой комплекс в районе Газдагрет в Будапеште. Семья Вагаси ― молодая пара, которая купила в этом районе собственную квартиру. Семья Такач — пожилая пара, чей частный дом пришлось снести из-за строительства автомагистрали M0. Семья Магенхейм ― это пара средних лет: муж-врач и жена-косметолог.

## Место съёмок
Основное место съёмок сериала находилось на улице Чики-хедьек, дом 1, где съёмочная группа сначала арендовала, а затем купила целый этаж. Кафе Альмы ― внучки Такач ― располагалось на углу улиц Алкоташ и Тарцай Вильмош в 12 районе Будапешта.

## Критика
Многие критики считают, что сериал «Соседи» охватывает три исторические эпохи в Венгрии: последние годы коммунистической эпохи, «переходный период» (венг. rendszerváltás) и десять лет капитализма.
Сериал часто затрагивал важные злободневные темы.

## Съёмочная группа
- Режиссёр ― Адам Хорват
- Авторы сценария ― Миклош Мишкольци и Андраш Полгар
- Продюсер ― Янош Буйтас
- Директор картины ― Иштван Буйтор

## В ролях
- Семья Такач
  - Ференц Зенте
  - Юци Комлош
  - Анна Фейер
- Семья Магенхайм
  - Янош Кулька
  - Фрайт Эдит
  - Абель Анита
  - Франциска Никшович
  - Чуреш Карола
- Семья Вагаси
  - Карой Немчак
  - Илона Иванчич
  - Аттила Юхас